# Bastien und Bastienne
Bastien und Bastienne (Bastià i Bastiana) és un singspiel en un acte, compost per Wolfgang Amadeus Mozart (1768), amb llibret de Friedrich Wilhelm Weiskern i Johann Andreas Schachtner. Porta per número K. 50. En l'última edició del catàleg Köchel apareix com a K⁶ 46b.
Va ser un encàrrec de Franz Anton Mesmer, creador de la teoria del "magnetisme animal" (hipnotisme), per a representar al seu teatre a l'aire lliure. No s'ha pogut verificar documentalment la suposada estrena al teatre de Mesmer, a l'octubre de 1768 a Viena. La primera representació documentada és la de 1890 a Berlín.
El llibret d'aquesta opereta prové, indirectament, de l'opéra comique de Jean-Jacques Rousseau Le Devin du village, que s'havia presentat el 1752 a Fontainebleau i reposada un any després al Théâtre de l'Opéra, amb un gran èxit. El 1755 havia arribat a Viena una paròdia en dialecte d'aquesta opereta, rebent el nom de Les amours de Bastien et Bastienne; la paròdia era de Favart i Guerville. Una nova versió, en llengua alemanya, es
va donar a Viena el 1764. A Mozart li van oferir musicar el llibret readaptat en alemany.

## Sinopsi
La història té lloc en un llogaret de pastors, en un temps no determinat. La pastora Bastienne tem haver perdut l'amor de Bastien. Recorre a un bruixot, Colas, per a tornar a enamorar-lo. Colas considera que no es tracta que Bastien l'haja deixat d'estimar, sinó que ha sucumbit als encisos de certa "noble dama que viu al castell". Aconsella a Bastienne que fingisca estimar a un altre. Davant aquesta situació, el pastor Bastien tem perdre l'afecte de Bastiana i recorre al seu torn al mateix mag, qui li assegura l'amor de Bastiana amb una cerimònia màgica (Diggi, Daggi). Davant el comportament desapegat de Bastienne, Bastien amenaça suïcidar-se, però Bastienne li ho impedeix. Al final, els amants s'abracen i acaba l'òpera amb els preparatius de la boda, amb un petit i agradable trio final (Kinder! Kinder!)

## Anàlisi

### Instrumentació original
L'orquestra consisteix essencialment en instruments de corda i continu, amb l'afegit de trompes i oboès.

### Llibret
Està basat en Les amours de Bastien und Bastienne, paròdia escrita per Marie-Justine-Benoîte Favart i Harny de Guerville sobre una comèdia pastoral de J.J. Rousseau: Le Devin du village (L'endeví del llogaret), de 1752. Aquesta obra va arribar a Viena dos o tres anys després i va ser modificada pels actors Friedrich Wilhelm Weiskern i Johann H. F. Müller. També va contribuir a redactar el llibret Johann Andreas Schachtner, trompetista, membre de l'orquestra de Salzburg i amic de la família Mozart. El text és alemany.

### Estructura musical
La partitures està formada per setze petits números musicals: una Intrada instrumental, un recitatiu, onze àries (totes de forma binària), dos duets i un tercet final. La Intrada instrumental, en sol, és semblant a un dels temes principals de la Simfonia Heroica de Beethoven, el que sembla una mera coincidència. De les peces vocals, destaquen: 
Núm. 2 Ària: Ich geh' jetz auf die Weide (Bastienne)
Núm. 4 Ària: Befraget mich eet zartes Kind (Colas)
Núm. 6 Ària: Würd' ich auch, wie manche Buhlerinnen (Bastienne)
Núm. 9 Ària: Geh! Du sagst mir eine Fabel (Bastien)
Núm. 10 Ària: Diggi, daggi (Colas)
Núm. 14 Recitatiu: Dein Trotz vermehrt sich durch mein Leiden? (Bastien i Bastienne)
Núm. 16 Tercer final: Kinder! Kinder!

### Estrena
No està documentat que s'arribara a estrenar en casa de Mesmer al setembre o l'octubre de 1768. Només ho indica G. N. Von Nissen en la seua Biografia de Mozart, publicada seixanta anys després (1828). El teatre a l'aire lliure en què se suposa que va tenir lloc, no existia l'any 1768. Els recitatius es van afegir després, per a una representació a Salzburg que mai no va tenir lloc.
La primera representació històricament comprovada es va produir el 2 d'octubre de 1890 a l'Architektenhaus de Berlín.

### Valoració
Mozart tenia dotze anys quan la va compondre. Tanmateix, mostrava ja habilitat per a l'escriptura vocal i destresa per a la paròdia. La peça és de gran simplicitat, marcada per una unitat melòdica que s'estableix de manera natural. És possible identificar cada personatge, a través dels recursos musicals.
El seu estil senzill i ingenu es reforça sovint en interpretar-se per infants cantors en lloc de la soprano, el tenor i el baix originàriament indicats, o bé, com a espectacle de titelles per a xiquets.
«El càlid to pastoral, que crea l'atmosfera idònia per a la trama, es manté eficaçment fins al final. La forma de tots els fragments vocals –tant solistes com concertants- és la del lied» (Paumgartner, citat per Poggi, A.)

## Discografia
N'hi ha un enregistrament amb direcció d'Uwe Christian Harrer, amb solistes del Cor d'Infants Cantors de Viena, en concret D. Orieschnig (Bastian), G. Nigl (Bastiana) i D. Busch (Colas) i l'Orquestra Simfònica de Viena (1986, Philips).